# Editorial Planeta

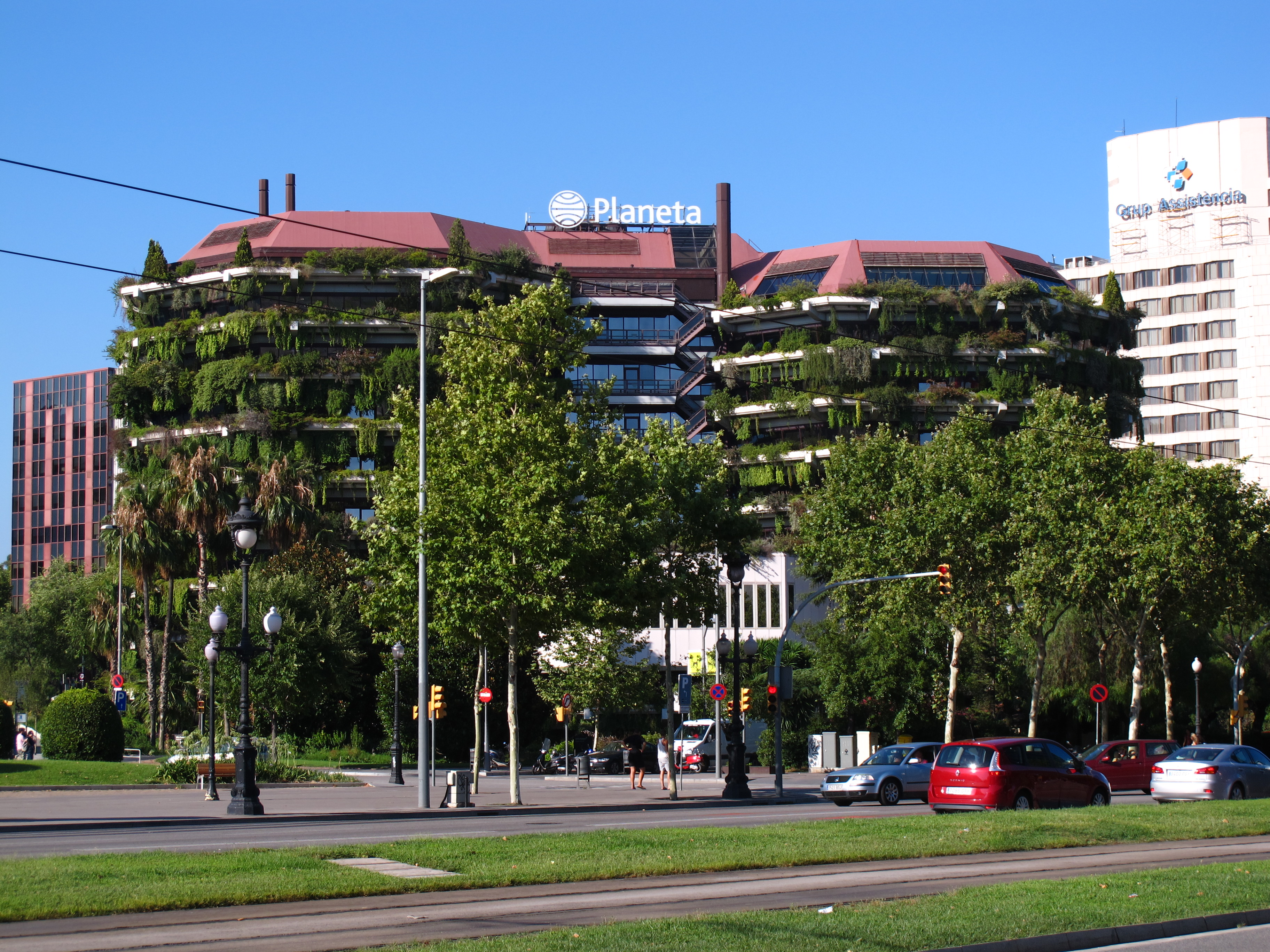
Sede de la Editorial Planeta en la Avenida Diagonal de Barcelona.

La Editorial Planeta es una empresa editora de libros fundada en 1949 en Barcelona (España) por José Manuel Lara. Considerada la empresa insignia del Grupo Planeta, ha publicado alrededor de 6000 títulos pertenecientes a más de 1500 autores, la mayoría de ellos hispanos, y diversos sellos. Cada año otorga el Premio Planeta de Novela, el Premio de Novela Fernando Lara, el Premio Azorín y el Premi de les Lletres Catalanes Ramon Llull.
La Editorial Planeta edita libros en España, Francia, Portugal y Latinoamérica.
Desde su fundación y hasta octubre de 2017 tuvo su sede social en Barcelona. En este momento y con motivo de la declaración de independencia de Cataluña decidió trasladar su sede social a Madrid.